# Teslin (Yukon)
Pour les articles homonymes, voir Teslin.

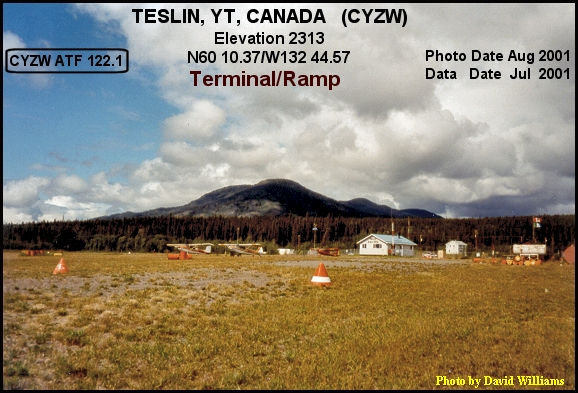
Aéroport de Teslin.

Teslin est un village (town) du territoire du Yukon au Canada, qui englobe le village proprement dit, et la réserve indienne adjacente la Teslin Post Indian Reserve 13. Elle est située sur la Route de l'Alaska, au mile 804, le long du lac Teslin. Son nom provient du nom tlingit Teslintoo.
La Compagnie de la Baie d'Hudson avait établi là un comptoir en 1903. En 2001, la communauté comprenait 123 personnes dans le village, et 144 dans la réserve. Teslin est le lieu du Conseil des Teslin Tlingit. C'est une des plus importantes concentrations de population indigène dans le territoire du Yukon, laquelle vit essentiellement de pêche et de chasse.

## Démographie
En tant que localité désignée dans le recensement de 2011, Teslin a une population de 122 habitants dans 50 de ses 72 logements, soit une variation de -13,5% par rapport à la population de 2006. Avec une superficie de 1,92 km2, ce village possède une densité de population de 63,6 hab/km2 en 2011.
Concernant le recensement de 2006, Teslin abritait 141 habitants dans 59 de ses 77 logements. Avec une superficie de 2,22 km2, ce village possédait une densité de population de 63,5 hab/km2 en 2006.
| 2001 | 2006 | 2011 | 2016 |
| ---- | ---- | ---- | ---- |
| 123  | 141  | 122  | 124  |

## Climat
| Mois                                  | jan.       | fév.       | mars       | avril      | mai        | juin      | jui.      | août      | sep.      | oct.      | nov.       | déc.     | année           |
| ------------------------------------- | ---------- | ---------- | ---------- | ---------- | ---------- | --------- | --------- | --------- | --------- | --------- | ---------- | -------- | --------------- |
| Température minimale moyenne (°C)     | −21,5      | −19,5      | −12,8      | −5,6       | 0,1        | 4,9       | 7,9       | 5,8       | 1,9       | −3,6      | −14,2      | −17,8    | −6,2            |
| Température moyenne (°C)              | −17,1      | −13,6      | −6,5       | 0,7        | 6,9        | 11,9      | 14,1      | 12,2      | 7,3       | 0,4       | −10,2      | −13,4    | −0,6            |
| Température maximale moyenne (°C)     | −12,6      | −7,7       | −0,2       | 7          | 13,6       | 18,8      | 20,2      | 18,6      | 12,6      | 4,3       | −6,2       | −8,9     | 5               |
| Record de froid (°C) date du record   | −52,8 1947 | −50,6 1968 | −41,1 1955 | −27,8 1972 | −23,9 1949 | −4 1996   | −1,7 1976 | −4 1992   | −20 2000  | −25 1984  | −40,6 1955 | −48 1992 | −52,8 30/1/1947 |
| Record de chaleur (°C) date du record | 7,8 1965   | 11 1992    | 13 1994    | 22 2002    | 29 1998    | 33,3 1969 | 31,1 1951 | 32,5 1999 | 26,1 1967 | 18,3 1958 | 10 1949    | 9 1999   | 33,3 14/6/1969  |
| Précipitations (mm)                   | 26,5       | 16,1       | 14,2       | 9,4        | 24         | 30,7      | 44,2      | 41,4      | 48,7      | 38,5      | 27,4       | 25,2     | 346,3           |
| dont neige (cm)                       | 29,2       | 18,3       | 14,9       | 5,9        | 1,4        | 0         | 0         | 0         | 1,9       | 22        | 27,6       | 27       | 148,4           |
| Nombre de jours avec précipitations   | 10,8       | 7,9        | 7,4        | 5,2        | 10,3       | 12,2      | 14,8      | 14,8      | 15,8      | 15        | 13,9       | 12,2     | 140,5           |
| Humidité relative (%)                 | 78,2       | 74,6       | 65,5       | 50,7       | 41,9       | 42,9      | 49,6      | 51,2      | 59,1      | 68,7      | 79         | 79,1     | 61,7            |
| Nombre de jours avec neige            | 10,9       | 7,8        | 7          | 3,4        | 0,8        | 0         | 0         | 0,1       | 1,1       | 8,3       | 13,6       | 11,9     | 65              |

| Diagramme climatique                                  |               |               |          |           |             |             |             |             |             |               |               |
| J                                                     | F             | M             | A        | M         | J           | J           | A           | S           | O           | N             | D             |
| −12,6−21,526,5                                        | −7,7−19,516,1 | −0,2−12,814,2 | 7−5,69,4 | 13,60,124 | 18,84,930,7 | 20,27,944,2 | 18,65,841,4 | 12,61,948,7 | 4,3−3,638,5 | −6,2−14,227,4 | −8,9−17,825,2 |
| Moyennes : • Temp. maxi et mini °C • Précipitation mm |               |               |          |           |             |             |             |             |             |               |               |